# Doug Jones
Doug Jones (Indianápolis, 24 de maio de 1960) é um ator americano de cinema e televisão, mais conhecido por papéis de ficção científica, fantasia e horror, fazendo personagens não-humanos e com maquiagem forte em filmes e séries televisivas como Buffy the Vampire Slayer, Hellboy, O Labirinto do Fauno, Fantastic Four: Rise of the Silver Surfer, The Bye Bye Man e A Forma da Água.

## Filmografia

### Filmes
| Ano  | Título                                             | Personagem                                |
| ---- | -------------------------------------------------- | ----------------------------------------- |
| 1987 | The Newlydeads                                     | Tim                                       |
| 1990 | Night Angel                                        | Ken                                       |
| 1991 | Carnal Crimes                                      | Lang                                      |
| 1992 | Batman Returns                                     | Thin Clown                                |
| 1993 | Hocus Pocus                                        | William "Billy" Butcherson                |
| 1993 | Magic Kid                                          | Clown in Office                           |
| 1995 | Tank Girl                                          |                                           |
| 1996 | Galgameth                                          | Big Galgy                                 |
| 1997 | Mimic                                              | Long John #2                              |
| 1997 | Warriors of Virtue                                 | Yee                                       |
| 1998 | Bug Buster                                         |                                           |
| 1998 | Denial                                             | Ghost                                     |
| 1999 | Mystery Men                                        | Pencilhead                                |
| 1999 | Three Kings                                        | Dead Iraqi Soldier                        |
| 2000 | Stalled                                            | Len                                       |
| 2000 | The Adventures of Rocky and Bullwinkle             | FBI Agente – Carrot                       |
| 2000 | Jack Frost 2: Revenge of the Mutant Killer Snowman | Dave                                      |
| 2001 | Steven Spielberg's Movie                           | Donald Columbus                           |
| 2001 | Monkeybone                                         | Yeti                                      |
| 2002 | Adaptation                                         | Augustus Margary                          |
| 2002 | Men in Black II                                    | Joey                                      |
| 2002 | Side Effects                                       | Seth                                      |
| 2002 | The Time Machine                                   | Morlock                                   |
| 2003 | Stuck on You                                       | Alien #2                                  |
| 2004 | Three Lives                                        | Mysterious Caller/Mortician               |
| 2004 | Hellboy                                            | Abe Sapien                                |
| 2005 | The Cabinet of Dr. Caligari                        | Cesare                                    |
| 2005 | Doom                                               | Carmack Imp / Sewer Imp                   |
| 2005 | A Series of Small Things                           |                                           |
| 2006 | The Benchwarmers                                   | Number 7 Robot                            |
| 2006 | Lady in the Water                                  | Tartutic #4                               |
| 2006 | Pan's Labyrinth                                    | The Faun/The Pale Man                     |
| 2006 | Hellboy: Sword of Storms                           | Abe Sapien                                |
| 2006 | Nora Breaks Free                                   | Yoga Instrutor                            |
| 2007 | Carnies                                            | Ratcatcher                                |
| 2007 | Hellboy: Blood and Iron                            | Abe Sapien                                |
| 2007 | Fantastic Four: Rise of the Silver Surfer          | Norrin Radd / Silver Surfer               |
| 2007 | The Wager                                          | Peter Barrett                             |
| 2008 | Quarantine                                         | Thin Infected Man                         |
| 2008 | Sockbaby                                           | Ele mesmo                                 |
| 2008 | Hellboy II: The Golden Army                        | Abe Sapien/Angel of Death/The Chamberlain |
| 2008 | The Job                                            | Office Manager                            |
| 2009 | My Name Is Jerry                                   | Jerry                                     |
| 2009 | Pie & Coffee                                       |                                           |
| 2009 | Super Capers                                       | Special Agent Smith #1                    |
| 2009 | The Butterfly Circus                               | Otto                                      |
| 2010 | The Cure                                           | Samuel Bainer                             |
| 2010 | Gainsbourg: A Heroic Life                          | La Gueule                                 |
| 2010 | Legion                                             |                                           |
| 2010 | Cyrus: Mind of a Serial Killer                     | Dr. Arthur                                |
| 2010 | Sudden Death!                                      | Jonathan Wright                           |
| 2010 | Quantum Quest: A Cassini Space Odyssey             | Zero/Razer                                |
| 2010 | The Candy Shop                                     | Candy Shop Owner                          |
| 2010 | Absentia                                           | Walter Lambert                            |
| 2010 | Greyscale                                          | Jamison                                   |
| 2010 | Rock Jocks                                         |                                           |
| 2011 | End of the Road (1,2,3...Scream)                   | Randolph                                  |
| 2011 | The Tomorrow Machine                               | Ben                                       |
| 2012 | It's Alive                                         | Monster                                   |
| 2012 | White Room: 20B3                                   | Fyn-Ke'al                                 |
| 2012 | Men In Suits                                       | Himself                                   |
| 2012 | The Watch                                          |                                           |
| 2012 | Saint Alex                                         | Mr. Vanderplook                           |
| 2012 | John Dies at the End                               | Robert North                              |
| 2013 | Raze                                               | Joseph                                    |
| 2013 | Hookah                                             | Allen                                     |
| 2013 | First Impressions                                  | Suited Man                                |
| 2013 | Dust of War                                        | Jebediah Strumm                           |
| 2013 | Innocent Blood                                     | Carl Grierr                               |
| 2013 | Cruel Will                                         | Adrian                                    |
| 2014 | Love in the Time of Monsters                       | Dr. Lincoln                               |
| 2014 | Everlast                                           | Suited Man                                |
| 2015 | Always Watching: A Marble Hornets Story            | The Operator                              |
| 2015 | Crimson Peak                                       |                                           |
| 2016 | The Midnight Man                                   | Vick                                      |
| 2016 | Ouija: Origin of Evil                              | Ghoul Marcus                              |
| 2016 | Kiss the Devil in the Dark                         | Terrance/Dagon                            |
| 2016 | Han Solo: A Smuggler's Trade                       | Gyorsho                                   |
| 2017 | The Bye Bye Man                                    |                                           |
| 2017 | We’ve Forgotten More Than We Ever Knew…            |                                           |
| 2017 | The Terror of Hallow's Eve                         | Scarecrow/The Trickster                   |
| 2017 | The Danger Element                                 | Doutor Elymas                             |
| 2017 | The Shape of Water                                 | Amphibian Man                             |
| 2017 | Island in the Sun                                  | Ranger                                    |
| 2017 | 5th Passenger                                      | Langdon                                   |
| 2018 | Gehenna: Where Death Lives                         | Creepy Old Man                            |
| 2019 | Beneath the Leaves                                 | James Whitley                             |
| 2021 | Battle In Space: The Armada Attacks                | The Sycophant                             |
| 2022 | Hocus Pocus 2                                      | William "Billy" Butcherson                |
| ASA  | The Weight of Darkness                             | John Gatlin                               |

### Television
| Ano        | Título                              | Personagem               | Notas                                                        |
| ---------- | ----------------------------------- | ------------------------ | ------------------------------------------------------------ |
| 1991       | In Living Color                     | Mime                     | episódio: "#2.24"                                            |
| 1993       | Tales from the Crypt                |                          | episódio: "Food for Thought"                                 |
| 1993       | Silk Stalkings                      | Artie                    | episódio: "Love Never Dies"                                  |
| 1994       | The Young Indiana Jones Chronicles  |                          | episódio: "Indiana Jones and Hollywood Follies"              |
| 1996       | Bone Chillers                       | Mummy                    | episódio: "Mummy Dearest"                                    |
| 1997       | Unhappily Ever After                | Fake Kramer              | episódio: "Sternberg"                                        |
| 1997       | The Weird Al Show                   |                          | 4 episódios                                                  |
| 1998       | The Outer Limits                    |                          | 3 episódios                                                  |
| 1998       | Kenan & Kel                         | Head Waiter              | episódio: "Attack of the Bug Man"                            |
| 1999       | G vs E                              | Herb                     | episódio: "Evilator"                                         |
| 1999       | Buffy the Vampire Slayer            | Lead Gentleman           | episódio: "Hush"                                             |
| 2000       | Party of Five                       |                          | episódio: "Blast from the Past"                              |
| 2000       | The Darkling                        | Shadow Master            | Filme para TV                                                |
| 2001       | Unsolved Mysteries                  | Gordon Page, Jr.         | episódio: "#488"                                             |
| 2002       | CSI: Crime Scene Investigation      |                          | episódio: "Revenge is Best Served Cold"                      |
| 2003       | The Guardian                        | Micah Oakley             | episódio: "Believe"                                          |
| 2004       | Rock Me Baby                        | Auggie the Octopus       | episódio: "I Love You, You Don't Love Me"                    |
| 2004       | Significant Others                  |                          | episódio: "A Date, Fate and Jail Bait"                       |
| 2005, 2008 | Criminal Minds                      | Domino Thacker / Beanie  | 2 episódios                                                  |
| 2007       | The Dukes of Hazzard: The Beginning |                          | Filme para TV                                                |
| 2008       | Fear Itself                         | Grady Edlund             | episódio: "Skin & Bones"                                     |
| 2010       | Battle Jitni: The Danger Element    | Doutor Elymas            | Filme para TV                                                |
| 2010       | Nick Swardson's Pretend Time        |                          | 6 episódios                                                  |
| 2012–2013  | The Neighbors                       | Dominique Wilkins        | 6 episódios                                                  |
| 2013–2015  | Falling Skies                       | Cochise                  | 28 episódios                                                 |
| 2013       | Comedy Bang! Bang!                  |                          | episódio: "Gillian Jacobs Wears a Red Dress with Sail Boats" |
| 2013       | Sons of Anarchy                     |                          | episódio: "The Mad King"                                     |
| 2014       | Teen Wolf                           | William Barrow           | episódio: "Galvanize"                                        |
| 2014–2016  | The Strain                          | The Ancient / The Master | 6 episódios                                                  |
| 2015       | Arrow                               | Jake Simmons / Deathbolt | episódio: "Broken Arrow"                                     |
| 2015       | The Flash                           | Jake Simmons / Deathbolt | episódio: "Rogue Air"                                        |
| 2015       | Z Nation                            | Dan Scully               | episódio: "Roswell"                                          |
| 2015       | The Ultimate Legacy                 |                          | Filme para TV                                                |
| 2017       | Nazareth                            | Presidente Glade         | Filme para TV                                                |
| 2017–2024  | Star Trek: Discovery                |                          | 56 episódios                                                 |
| 2017–2018  | After Trek                          | Ele mesmo                | 3 episódios                                                  |
| 2018       | Star Trek: Short Treks              | Saru                     | episódio: "The Brightest Star"                               |
| 2019–2024  | The Ready Room                      | Ele mesmo                | 5 episódios                                                  |
| 2019–2023  | What We Do in the Shadows           |                          | 10 episódios                                                 |
| 2019       | Better Things                       |                          | 2 episódios                                                  |
| 2019       | I Am                                |                          | episódio: "Pilot"                                            |
| 2020       | Space Command                       | Dor Neven                | 3 episódios                                                  |
| 2020       | DuckTales                           | Wereduck / Demonic Clown | Voz; episódio: "The Trickening!"                             |

### Web series
| Year       | Title                                               | Notes                             |
| ---------- | --------------------------------------------------- | --------------------------------- |
| 2009       | Angel of Death                                      | 10 episódios                      |
| 2010       | Universal Dead                                      | 3 episódios                       |
| 2011       | Fallout: Nuka Break                                 | 3 episódios                       |
| 2011       | Dragon Age: Redemption                              | 3 episódios                       |
| 2011       | The Guild                                           | 2 episódios                       |
| 2012       | League of STEAM                                     | episódio: "Dining with the Devil" |
| 2012–2013  | Research.                                           | 8 episódios                       |
| 2013       | The Blockbuster Buster                              | episódio: "Rocky and Bullwinkle"  |
| 2013, 2018 | Adopted                                             | 4 episódios                       |
| 2015       | Hell's Kitty                                        | 2 episódios                       |
| 2015       | Murder?                                             | 2 episódios                       |
| 2016       | Screen Junkies Movie Fights                         | 1 episódio                        |
| 2016       | Han Solo: A Smuggler's Trade – A Star Wars Fan Film | 1 episódio                        |
| 2017–2018  | Automata                                            | Voz; 5 episódios                  |
| 2021       | Batman: Dying Is Easy                               | Fan film                          |
| 2023       | Star Trek: Very Short Treks                         | Voz, 2 episódios                  |

### Video games
| Ano  | Título                                    | Voz           |
| ---- | ----------------------------------------- | ------------- |
| 2007 | Fantastic Four: Rise of the Silver Surfer | Silver Surfer |
| 2008 | Hellboy: The Science of Evil              | Abe Sapien    |

### Music videos
| Ano  | Título                                           | Artista        | Personagem  |
| ---- | ------------------------------------------------ | -------------- | ----------- |
| 1998 | "I Don't Like the Drugs (But the Drugs Like Me)" | Marilyn Manson | Townsperson |
| 1999 | "All Star"                                       | Smash Mouth    | Pencilhead  |